# Hans E. Schwender
Hans Eugen Schwender (* 31. März 1929 in Altstadt/Saar; † 31. August 2006 in Zweibrücken) war ein bedeutender saarländischer Künstler, der vor allem für seine beeindruckenden, von düsterer Stimmung geprägten Ölbilder bekannt ist. Sein Werk ist einem expressionistischen Surrealismus zuzurechnen. Nach dem Zweiten Weltkrieg traf sich im Saarland eine avantgardistische Kunstszene zwischen Belgien, Deutschland und Frankreich, die sein Werk stilistisch beeinflusste.

## Leben und Wirken
Geprägt von einem längeren Aufenthalt als Jugendlicher in Babitz (heute: Babice) bei Auschwitz, wo sein Vater zwischen 1942 und 1945 als Großhandelskaufmann bei I.G. Farben arbeitete, und vom Kriegstod zweier älterer Brüder waren seine Bilder oft düster, dunkel und furchterregend. Zeitlebens arbeitete er seine Erlebnisse in der Kunst auf.
Ausgebildet an der Saarbrücker Werkkunstschule, wo er zwischen 1949 und 1951 sowie von 1956 bis 1958 bei Boris Kleint und Frans Masereel studierte, schuf er neben Ölbildern auch Aquarelle, Skulpturen (der Dorfbrunnen in Altstadt/Saar), Mosaike (zum Beispiel für die Grundschule Limbach) Holzschnitte, Glasapplikationen (zum Beispiel für die Kirche St. Fronleichnam in Homburg) und erste Multimedia-Arbeiten mit Super-8 bereits Mitte der sechziger Jahre. Er war zudem Mundartsammler und -dichter, schrieb Aphorismen, recherchierte und publizierte zur Heimatgeschichte.
Die letzte Ausstellung fand 1986 in der „Galerie der Arbeit“ in Kirkel statt. Er versagte sich dem Kunstmarkt, signierte seine Bilder nicht. Auf der Rückseite finden sich handschriftliche Hinweise zur Größe des Bildes und eine Nummer.